# 689 Zita
689 Zita este un asteroid din centura principală, descoperit pe 12 septembrie 1909, de Johann Palisa.